# Mellékmondat
A hagyományos mondattanban a „mellékmondat” vagy „alárendelt mondat” terminusok alárendelő összetett mondat olyan tagmondatát nevezik meg, amelynek nincs nyelvtani autonómiája, elégtelen a jelentése és ugyanolyan funkciója van az összetett mondatban, mint a mondatrésznek a mondategységben. Hierarchiai státusza az összetett mondat legalább egy másik, főmondatnak nevezett mondatához viszonyítottan van megállapítva, és mindegyik mondatrésznek megfelel mellékmondat.

## A mellékmondat alaptagja
Az az entitás, amelytől közvetlenül függ a mellékmondat, többféle lehet:
- a főmondat állítmánya: (magyarul) Tudom, hogy mit érzel;[5]
- főmondatbeli igenév: (románul) Așteptând să termini, am întârziat ’Arra várva, hogy befejezd, elkéstem’;[6]
- főmondatbeli névszó: (szerbül) Zakon za koji smo glasali još nije stupio na snagu ’Az a törvény, amelyet megszavaztunk, még nem lépett életbe’;[7]
- az egész főmondat: (angolul) She’s coming tomorrow, which is good news to everyone ’Ő holnap eljön, ami mindenki számára jó hír’;[1]
- egynél több egymás mellé rendelt főmondat, azon grammatikák nézetében, amelyek szerint nincs halmozott állítmány, hanem a mondatban lévő mindegyik ige tagmondatot képez: (románul) Doresc și pretind să-mi răspunzi ’Azt kívánom és követelem, hogy válaszolj nekem’.[8]

Egyes grammatikák szerint bizonyos indulatszóknak is lehet állítmányi funkciója, tehát lehet mellékmondat alaptagja is, pl. (románul) Iată că vine szó szerint ’*Íme, hogy jön’.

## A mellékmondat és a főmondat összekapcsolása

### Kötőszók
Többnyire a mellékmondatot alárendelő kötőszó köti a főmondathoz, tágabb értelemben vonatkozó névmás vagy vonatkozó határozószó is. Valódi egyszerű kötőszókon kívül egyes nyelvek grammatikái, mint a franciák vagy a románok, ún. „kötőszó értékű szókapcsolatok”-at is számontartanak:
- valódi kötőszó: (magyarul) Oda jutott már, hogy senki sem hitelez neki;[9]
- kötőszó értékű szókapcsolat: (franciául) Il ne mange pas de viande parce qu’il est végétarien ’Nem eszik húst, mert vegetáriánus’;[10]
- vonatkozó névmás: (románul) Noi, care i-am fost colegi, îl cunoaștem ’Mi, akik kollégái voltunk, ismerjük őt’;[11]
- vonatkozó határozószó: (szerbül) Bilo je to one večeri kad smo ispraćali baku na voz ’Azon az estén történt, amikor kikísértük a nagymamát a vonathoz’.[12]

Egyes nyelvekben, mint a magyar is, egyes esetekben fakultatív módon elhagyható a kötőszó:
(magyarul) Úgy hallottam, (hogy) már lehet a piacon kapni cseresznyét;
(angolul) She said (that) she would come today ’Azt mondta, (hogy) eljön ma’.
Az angolban vonatkozó névmást is el lehet hagyni, ha nem alanyi funkciójú:
We got on the first bus (that) we saw ’Felszálltunk az első buszra, amelyet megláttunk’.

### Utalószók
Mindegyik itt említett nyelvben a főmondatban lehet egy, a mellékmondatra utaló szó, amely együttműködik a kötőszóval, megerősítve a mondatok közötti viszonyt, és előrejelzi a mellékmondat funkcióját, de a magyarban gyakrabban fordul elő, és gyakrabban kötelező, mint a többiben. Az utalószó főleg két szófajhoz tartozik:
- határozószó:

(magyarul) Én onnan jövök, ahova te most mész;
(franciául) Notre fils aime tellement les animaux que nous lui avons acheté un chien ’A fiunk annyira szereti az állatokat, hogy vettünk neki egy kutyát’;
(angolul) If no one else has requested the book, then you can renew it ’Ha senki sem kérte ki a könyvet, akkor felújíthatja a kölcsönzést’;
(montenegróiul) Knjiga mora biti onđe otkud si je i uzeo ’A könyvnek ott kell lennie, ahonnan elvetted’;
(románul) M-a bătut așa, încât m-a învinețit ’Úgy megvert, hogy belekékültem’;
- főnévi vagy melléknévi mutató névmás:

(magyarul) Annyian lesznek az előadáson, ahányan a múlt héten;
(franciául) Ils ont posé de telles conditions que nous n’avons pas pu accepter ’Olyan feltételeket támasztottak, hogy nem tudtunk beleegyezni’;
(horvátul) Nakupila se tolika prašina koliku nitko ne pamti ’Annyi por gyűlt össze, mint amennyire senki sem emlékszik’;
(románul) Erau atâția călători, încât n-aveau loc ’Annyi utas volt, hogy nem volt helyük’.
A magyarban egyes szám harmadik személyű személyes névmás is lehet utalószó, mutató névmás helyett: Számítok rá/arra, hogy meghívnak a kongresszusra.
Egyes esetekben az utalószó fakultatív:
(magyarul) Tudod (azt), hogy hatkor kezdődik a meccs?;
(angolul) If the figures don’t add up, (then) we must have made a mistake ’Ha a számítás nem jön ki, akkor valószínűleg hibáztunk’;
(montenegróiul) Ni ljeta nijesu (ono) što su nekad bila ’A nyarak sem olyanok, amilyenek valamikor voltak’;
(románul) Muncește (așa) cum poate ’(Úgy) dolgozik, ahogy tud’.
Máskor az utalószó kötelező:
(magyarul) Arra a csomagra célzol, ami tegnap érkezett?;
(franciául) Je l’ai retrouvé tel que je l’ai connu il y a dix ans ’Olyannak találtam, mint amilyennek megismertem tíz évvel ezelőtt’;
(montenegróiul) Bio je tako iscrpljen te se činilo da neće izdržati ’Olyan kimerült volt, hogy úgy tűnt, nem fog kitartani’;
(románul) Era atât de deștept, încât a înțeles ’Olyan okos volt, hogy megértette’.
Viszont az itt említett más nyelvekben mint a magyar, számos mellékmondatnak nem lehet utalószava, például több típusú, a hogy-nak megfelelő kötőszósoknak:
(angolul) Amy said that if she knew, she'd tell us ’Amy azt mondta, hogy ha tudná, megmondaná’;
(franciául) Antoine est très heureux que sa femme attende un enfant ’Antoine nagyon boldog, hogy felesége várandós’;
(szerbül) Pustite ga da sam odluči ’Hagyjátok, hogy ő maga döntsön’;
(románul) Doresc să vii ’Azt kívánom, hogy gyere el’.

## Mellékmondat-típusok
A mellékmondatok típusai és osztályozásuk nagyon különböző grammatikától függően, úgy különböző nyelvek, mint egyazon nyelv grammatikáit illetően.
Magyar hagyományos grammatikákban megkülönböztetnek elsősorban alanyi, állítmányi, tárgyi és jelzői mellékmondatot. Nagy csoporthoz tartoznak a határozói mellékmondatok. Például Erdős 2001 a következőket különíti el: részes-, hely-, idő-, mód-, állapot-, szám-, számállapot-, eszköz-, társ-, eredet-, eredmény-, ok-, cél-, fok-mérték- , hasonlító és állandó határozói mellékmondat. Ezeken kívül számba veszi még a feltételes mellékmondatot, amelyet például Király – A. Jászó Anna 2007 sajátos jelentéstartalmú mellékmondatnak nevez, egy csoportba sorolva a megengedő, a hasonlító és a következményes mondattal. Vannak még a határozói mellékmondatoknak és a jelzői mellékmondatnak szerzőtől függően több vagy kevesebb altípusai is.
Francia grammatikákban megtalálható a mellékmondatok több osztályozása. A tág értelemben vett kötőszók szerint van vonatkozó, kötőszói és közvetett kérdő mellékmondatokra való csoportosítás. A fő mondatrészük szerint van igés és igeneves (főnévi igeneves és melléknévi igeneves) mellékmondatokra való felosztás. Van a megfelelő mondatrészek (alany, ige vagy igenév bővítménye, jelző, ún. „körülményi határozó”) szerinti osztályozás is, valamint a mellékmondat helye szerint a főmondathoz viszonyítva: eléje tett, beleékelt és mögéje tett.
Angol grammatikákban az egyik tipológia főnév, melléknév, illetve határozószó funkcióját betöltőkre osztja fel a mellékmondatokat. Egy másik csoportosítás vonatkozó névmással vagy vonatkozó határozószóval bevezetett, kérdő névmással vagy kérdő határozószóval bevezetett és valódi kötőszóval vagy ún. „határozószói névmás”-sal” (pl. wherein ’amelyben’) bevezetett mellékmondatokról szól.
A közép-délszláv diarendszer (bosnyák, horvát, montenegrói, szerb) grammatikái elsősorban a mondatrészekkel való megfelelés szerint állapítják meg a mellékmondat-típusokat. Például az egyik szerb grammatikában szó van alanyi, állítmányi, tárgyi, jelzői, értelmezői és határozószói (körülményi) mellékmondatokról. Ezen kívül tartalmuk szerint van ugyanebben a grammatikában még egy osztályozás kijelentő, közvetett kérdő, vonatkozó (a jelzőivel egybeeső), hely-, idő-, mód-, ok-, cél-, következmény-, megengedő- és feltételhatározói mellékmondatokra.
Román grammatikákban sem egységesek a mellékmondatokról létező nézetek. Az egyik osztályozása azonos az elsőként megemlített angollal. A főnév funkcióit betöltő mellékmondatok szerinte az alanyi, az állímányi, a közvetlen tárgyi (a magyar tárgyinak megfelelő), a közvetett tárgyi (a részeshatározóinak, a képes helyhatározóinak és az állandó határozóinak megfelelő) és cselekvőt jelölő mellékmondat. A melléknév funkcióit betöltő mellékmondatok a jelzői mellékmondat és egyes állítmányi mellékmondatok. A határozószók funkcióját betöltő mellékmondatok közül csak a hely-, idő-, ok-, cél-, feltétel-, mód- és megengedő határozói mellékmondatokat veszi számba.
Egy másik román grammatika tipológiája mondatrészek szerinti. Két nagy csoportot különböztet meg, nem körülményi és körülményi mellékmondatokat. A fentieken kívül elkülönít még egy, az első csoportba tartozó ún. „állítmány-kiegészítői mellékmondat”-ot, amely az állapothatározóinak felel meg, a másodikban pedig, a fentieken kívül következményes, eszköz-, társ-, tekintethatározói, ellentétet kifejező, hozzáadást kifejező és kivételt kifejező mellékmondatot.

## A mellékmondat állítmánya
A hagyományos magyar, közép-délszláv vagy román grammatikák úgy tekintik, hogy csak ige lehet állítmány mellékmondatban is. Francia grammatikák szerint azonban ennek igenév is lehet az állítmánya. Ez a nézet abból indul ki, hogy egyes nyelvekben főleg főnévi igenév szószerkezete mellékmondat mondattani szinonimája lehet. Példák:
(magyarul) Elment a boltba, hogy kenyeret vegyen / Elment a boltba kenyeret venni;
(franciául) J’espère que je partirai demain (ige) / J’espère partir demain (főnévi igenév) ’Remélem, hogy elutazom holnap’;
(szerbül) Možemo da uđemo (ige) / Možemo ući (főnévi igenév) ’Bemehetünk’;
(románul) Îmi vine să râd (ige) / Îmi vine a râde (főnévi igenév) ’Nevetnékem van’.
Ugyanakkor mellékmondatok egyik nyelvben igeneves szerkezeteknek felelnek meg más nyelvben. Például a főnévi igenév esetében ez azzal magyarázható, hogy egyes nyelvekben ez gyakrabban használt alárendelt cselekvés, történés, állapot stb. kifejezésére, mint más nyelvekben akkor, amikor alanya azonos az alaptagját képező ige alanyával. Például, anélkül, hogy ki lenne zárva az egyik vagy a másik, ebben a helyzetben a szerb vagy a román a mellékmondatot preferálja, miközben a francia vagy a horvát a főnévi igenevet. Klajn 2005 szerb grammatika megjegyzi, hogy egy olyan mondat, mint Hoću spavati ’Aludni akarok’, főnévi igenévvel, szerbül horvátiasnak tűnne Hoću da spavam helyett, két igével, ugyanis a szerb sztenderd nyelvváltozat csak modális igékkel fogadja el a főnévi igenév használatát, mint a fenti szerb példában.
A francia grammatikák számba vesznek egy ún. „főnévi igenévi mondatot”. Ennek mondattanilag tárgyi funkciója van. Egyes szerzők csak abban az esetben fogadják el, ha saját alanya van, például:
Nous regardions les avions s’éloigner dans la nuit ’Néztük az éjszakában tovatűnő repülőgépeket’.
Más szerzők az olyat is ilyennek tekintik, amelyiknek nincs saját alanya, például:
Il pensait avoir trouvé la solution ’Úgy gondolta, hogy megtalálta a megoldást’.
Egyes francia szerzők „melléknévi igenévi mondat”-ról is szólnak, amennyiben a melléknévi igenévnek saját alanya van. Időalakja szerint van:
- jelen idejű melléknévi igeneves: Il lui a opposé un argument entraînant la conviction ’Olyan ellenérvet hozott fel neki, amely meggyőzte’;
- múlt idejű melléknévi igeneves: Le chat parti, les souris dansent ’Ha nincs otthon a macska, cincognak az egerek’ (szó szerint ’*A macska elment, az egerek táncolnak’).

A mellékmondat állítmányának igemódja több tényezőtől függhet: alaptagja természetétől, a kötőszójától, típusától, attól, hogy hogyan tekinti a beszélő a cselekvést, azaz a modalitástól. Különböző nyelvekben egymásnak megfelelő mondatok állítmányai különböző igemódúak lehetnek, olykor azért, mert egy nyelvben nincs megy egy bizonyos igemód, máskor akkor is, ha megvan mindkét tekintetbe vett nyelvben.
Például a magyarban, a közép-délszláv diarendszer nyelveiben vagy a románban a ha kötőszónak megfelelő szóval bevezetett feltételes mondat állítmánya állhat feltételes módban, de a franciára ez nem érvényes, bár megvan ez az igemódja, hanem kijelendő módban kell lennie. Példák:
(magyarul) Ha több időm lenne, akkor többet olvasnék;
(szerbül) Ako bi bilo kiše do kraja meseca, usevi bi se mogli spasti ’Ha esne az eső a hónap végéig, meg lehetne menteni a termést’;
(románul) Dacă aș avea timp, aș citi un roman polițist ’Ha lenne időm, elolvasnék egy detektívregényt’;
(franciául) S’il neigeait (kijelentő mód folyamatos múlt idő) la semaine prochaine, nous pourrions faire du ski à Noël ’Ha havazna jövő héten, síelhetnénk karácsonykor’.
Egyazon típusú mellékmondatban az állítmány módja különböző lehet az igei alaptagja jelentésétől függően. Például a bizonyosságot kifejező alaptag kijelentő vagy feltételes módot követel meg:
(magyarul) Biztos, hogy sikerülni fog a találkozás;
(franciául) Je suis sûr que ce mot s’écrit comme ça ’Biztos vagyok benne, hogy ezt a szót így kell írni’;
(szerbül) Naućnici su sigurni da će naći rešenje ’A tudósok biztosak abban, hogy fognak megoldást találni’;
(románul) E sigur că va veni ’Biztos, hogy el fog jönni’.
Ellenben érzelmet vagy lelkiállapotot kifejező alaptag a hogy-nak megfelelő kötőszós mellékmondat állítmánya számára a franciában a kötőmódot követeli meg, miközben a közép-délszláv diarendszerben és a magyarban a kijelentő módot, a románban pedig használható a kötőmódon kívül a kijelentő mód is:
(franciául) Elle regrette que tu aies oublié le rendez-vous ’Sajnálja, hogy megfeledkeztél a találkáról’;
(magyarul) Annak örülök, hogy hazamehetek karácsonyra;
(bosnyákul) Radujem se da ste došli ’Örvendek, hogy eljöttetek’;
(románul) Mă tem că pleacă (kijelentő mód) / Mă tem să nu plece (kötőmód) ’Félek, hogy elmegy’.
Egyazon típusú mellékmondatban az állítmány különböző módokban állhat a kötőszótól függően is. Például a franciában egyes kötőszók időhatározói mellékmondatban a kötőmódot követelik meg:
(franciául) Au moment où j’allais sortir (kijelentő mód), j’ai constaté que j’avais oublié mon portefeuille ’Abban a pillanatban, amikor kimenni készültem, észrevettem, hogy elfelejtettem a pénztárcámat’;
(franciául) Entraînez-vous jusqu’à ce que vous soyez (kötőmód) satisfaits de vos progrès ’Addig eddzetek, amíg elégedettek lesztek az előrehaladásotokkal’.
A második példából kitűnik, hogy ebben az esetben is az igemód más lehet egyik nyelvben, mint a másikban.
Egyes esetekben, amikor az összes többi elem azonos, az igemód csak a kifejezett modalitástól függően különbözik, például jelzői mellékmondatban:
(franciául) Je connais un guide qui peut nous emmener au sommet du mont Blanc ’Ismerek egy olyan vezetőt, aki fel tud vinni a Mont Blanc csúcsára’ (a kijelentő móddal kifejezett bizonyosság) vs.
(franciául) Je connais un guide qui pourrait nous emmener… ’Ismerek egy olyan vezetőt, aki fel tudna vinni…’ (a feltételes móddal kifejezett feltételezés).

## Mondatrend
Rendszerint a mellékmondat három helyet foglalhat el a főmondathoz viszonyítva.
Állhat a főmondat után:
(magyarul) Az száll fel az autóbuszra, akinek van jegye;
(franciául) On raconte que l’eau de cette fontaine guérit de certaines maladies ’Azt mesélik, hogy ennek a kútnak a vize gyógyít egyes betegségeket’;
(angolul) I came home early yesterday because I didn’t feel very well ’Korán jöttem haza tegnap, mert nem éreztem magam valami jól’;
(montenegróiul) Recite im da nam je žao ’Mondjátok meg nekik, hogy sajnáljuk’;
(románul) Aștept să termini ’Azt várom, hogy végezzél’.
A mellékmondat állhat a főmondat előtt is:
(magyarul) Akik keresik, azok megtalálják egymást;
(franciául) Bien qu’il y ait eu peu de soleil, ma terrasse est très fleurie ’Bár kevés volt a napsütés, a teraszom tele van virággal’;
(angolul) If I were you, I’d accept the offer ’Ha a helyedben lennék, elfogadnám az ajánlatot’;
(szerbül) Pre nego što je otvorio sednicu, pozdravio je goste ’Mielőtt megnyitotta az ülést, üdvözölte a meghívottakat’;
(románul) Prost cum e, n-a înțeles nimic ’Amilyen buta, nem értett meg semmit’.
A mellékmondat helye függhet típusától, kötőszójától vagy attól, hogy a beszélő milyen fontosnak tartja.
Tipikusan típusától függ az, hogy a jelzői mellékmondat gyakran a főmondat két része között helyezkedik el, ha nincs utalószava, mivel ekkor rendszerint közvetlenül alaptagja után áll:
(magyarul) A harcot, melyet őseink vívtak, békévé oldja az emlékezés (József Attila);
(franciául) Ma sœur, qui parle très bien le chinois, a trouvé facilement du travail ’A nővérem, aki nagyon jól beszél kínaiul, könnyen talált munkát’;
(angolul) Shakespeare, who wrote many famous plays, also acted on the stage ’Shakespeare, aki sok híres színdarabot írt, színpadon is játszott’;
(montenegróiul) Prvi koji su se o tome raspitivali bili su novinari ’Az elsők, akik erről érdeklődtek, újságírók voltak’;
(románul) Cei doi, care nu fuseseră preveniți, s-au speriat ’Azok ketten, akiket nem figyelmeztettek, megijedtek’.
Egyes mellékmondatok helye megváltoztatható, főleg úgy, hogy megszokott főmondat utáni helyükről ennek eléje hozza a beszélő, nyomatékosítás céljából:
(magyarul) Hogy Péter igazat mond, az világos;
(franciául) Que ce cinéaste soit un grand artiste, tout le monde le reconnaît ’Hogy ez a filmrendező nagy művész, azt mindenki elismeri’;
(románul) Ce face acolo, nu știu ’Mit csinál ott, nem tudom’.
Legalábbis egyes nyelvekben, bizonyos kötőszókkal a mellékmondat csak a főmondat mögé kerülhet, másokkal csak eléje.
- a főmondat mögé:

(franciául) Je ne prendrai pas de gâteau d’autant que je suis un régime ’Nem fogok süteményt enni, főleg azért, mert diétázom’;
(szerbül) Pobedićemo jer smo iskusniji od naših protivnika ’Győzni fogunk, mert tapasztaltabbak vagyunk, mint az ellenfeleink’;
(románul) Porojan singur lipsea, căci fugise a doua zi după plecarea mea la Paris ’Csak Porojan hiányzott, mert megszökött Párizsba utazásom másnapján’ (Vasile Alecsandri).
- a főmondat elé:

(franciául) Comme c’est le 1er Mai, les banques sont fermées ’Mivel Május 1. van, a bankok zárva tartanak’;
(bosnyákul) Budući da je veliko nevrijeme, moramo prekinuti posao ’Mivel nagyon rossz az idő, meg kell szakítanunk a munkát’;
(románul) Cum înfloresc cei dintâi, ghioceii trec drept vestitorii primăverii ’Mivel elsőként virágzik, a hóvirág a tavasz hírnökének számít’.